# Jorge
Jorge ist die spanische ('xoɾxe) und portugiesische (ˈʒɔɾʒ(ɨ)) Form des männlichen Vornamens Georg.

## Namensträger

### Vorname
- Jorge Amado (1912–2001), brasilianischer Schriftsteller
- Jorge Mario Bergoglio (1936–2025), siehe Franziskus (Papst)
- Jorge Bermúdez (* 1971), kolumbianischer Fußballspieler
- Jorge Luis Borges (1899–1986), argentinischer Schriftsteller
- Jorge Bucay (* 1949), argentinischer Psychotherapeut und Autor
- Jorge Cuesta (1903–1942), mexikanischer Essayist und Lyriker
- Jorge Curbelo (* 1981), uruguayischer Fußballspieler
- Jorge Ferreira da Silva (* 1967), brasilianischer Fußballspieler und -trainer, siehe Palhinha (Fußballspieler, 1967)
- Jorge Ferreira de Vasconcellos (≈1515–1585), portugiesischer Dramatiker
- Jorge Grau (1930–2018), spanischer Filmregisseur, Maler und Drehbuchautor
- Jorge Manuel Ferreira Rodrigues (* 1982), portugiesischer Fußballspieler
- Jorge Viterbo Ferreira (* 1994), portugiesischer Schachspieler
- Jorge Fin (* 1963), spanischer Maler und Bildhauer
- Jorge García (* 1956), spanischer Skirennläufer
- Jorge Garcia (* 1973), US-amerikanischer Schauspieler
- Jorge García (* 1986), uruguayischer Fußballspieler
- Jorge García Isaza (1928–2016), kolumbianischer Ordensgeistlicher, Apostolischer Vikar von Tierradentro
- Jorge García Marín (* 1980), spanischer Radrennfahrer
- Jorge García Torre (* 1984), spanischer Fußballspieler
- Jorge García del Valle Méndez (* 1966), spanisch-deutscher Komponist
- Jorge Ignacio García Cuerva (* 1968), argentinischer Geistlicher, Erzbischof von Buenos Aires
- Jorge Gatica (* 1996), chilenischer Fußballspieler
- Jorge Gomondai (1962–1991), mosambikanisches Todesopfer in Deutschland
- Jorge González (* 1967), kubanischer Choreograf und Model
- Jorge Icaza (1906–1978), ecuadorianischer Autor und Theaterregisseur
- Jorge Lendeborg Jr. (* 1996), dominikanisch-US-amerikanischer Schauspieler
- Jorge Ángel Livraga-Rizzi (1930–1991), argentinischer Schriftsteller, Historiker und Philosoph
- Jorge Lermo (Jorge Lermo Rengifo; * 1955), peruanischer Politiker
- Jorge Llanos, argentinischer Poolbillardspieler
- Jorge Lorenzo (* 1987), spanischer Motorradrennfahrer
- Jorge Martín (* 1998), spanischer Motorradrennfahrer
- Jorge Andújar Moreno (* 1987), spanischer Fußballspieler, siehe Coke (Fußballspieler)
- Jorge Mosquera (* 1990), kolumbianischer Fußballspieler
- Jorge Navarro (* 1996), spanischer Motorradrennfahrer
- Jorge Negrete (1911–1953), mexikanischer Sänger und Schauspieler
- Jorge Noguera Cotes (* 1963), kolumbianischer Rechtsanwalt und Politiker
- Jorge Ortiga (Jorge Ferreira da Costa Ortiga; * 1944), portugiesischer Geistlicher, Erzbischof von Braga
- Jorge Osorio (* 1977), chilenischer Fußballschiedsrichter
- Jorge Pardo (* 1956), spanischer Musiker
- Jorge Pardo (* 1963), kubanisch-amerikanischer Künstler
- Jorge Polanco (* 1993), dominikanischer Baseballspieler
- Jorge Ricardo (* 1961), argentinischer Jockey
- Jorge Roeder (* 1980), peruanischer Jazzmusiker
- Jorge Sampaio (1939–2021), portugiesischer Politiker, Staatspräsident 1996 bis 2006
- Jorge Semprún (1923–2011), spanischer Schriftsteller
- Jorge Teixeira (* 1986), portugiesischer Fußballspieler
- Jorge Toledo (* 1975), chilenischer Fußballspieler
- Jorge Toro (1939–2024), chilenischer Fußballspieler
- Jorge Valdano (* 1955), argentinischer Fußballspieler und -trainer
- Jorge Rafael Videla (1925–2013), argentinischer General und Politiker, Präsident 1976 bis 1981
- Jorge Wagner (Jorge Wagner Goés Conceição; * 1978), brasilianischer Fußballspieler

### Künstler- oder Kurzname
- Artur Jorge (Artur Jorge Braga Melo Teixeira; 1946–2024), portugiesischer Fußballspieler und -trainer
- Paulo Jorge (Paulo Jorge Vieira Alves; * 1981), portugiesischer Fußballspieler
- Rui Jorge (Rui Jorge de Sousa Dias Macedo Oliveira; * 1973), portugiesischer Fußballspieler und -trainer
- Seu Jorge (Jorge Mário da Silva; * 1970), brasilianischer Musiker und Schauspieler

### Familienname
- Alberto Jorge (1950–2024), argentinischer Fußballspieler
- Alice Jorge (1924–2008), portugiesische Malerin, Graveurin und Keramikerin
- Ana Jorge (* 1950), portugiesische Medizinerin und Politikerin
- Artur Jorge (Fußballspieler, 1946) (Artur Jorge Braga Melo Teixeira; 1946–2024), portugiesischer Fußballspieler und -trainer
- Artur Jorge (Fußballspieler, 1970) (Artur Jorge Fernandes Ferreira; * 1970), portugiesischer Fußballspieler
- Artur Jorge (Fußballspieler, 1972) (Artur Jorge Torres Gomes Araújo Amorim; * 1972), portugiesischer Fußballspieler und -trainer
- Artur Jorge (Fußballspieler, 1994) (Artur Jorge Marques Amorim; * 1994), portugiesischer Fußballspieler
- Caihame Esis Steines Jorge (* 1987), brasilianischer Fußballspieler
- Fernando Jorge (* 1998), kubanischer Kanute
- Francisca Jorge (* 2000), portugiesische Tennisspielerin
- Jean-Luis Jorge (1947–2000), dominikanischer Regisseur, Drehbuchautor, Fernseh- und Showproduzent
- Lídia Jorge (* 1946), portugiesische Schriftstellerin
- Luíza Neto Jorge (1939–1989), portugiesische Lyrikerin und Übersetzerin
- Matilde Jorge (* 2004), portugiesische Tennisspielerin
- Paulo Teixeira Jorge (1934–2010), angolanischer Politiker
- Ricardo Jorge (1858–1939), portugiesischer Wissenschaftler, Mediziner, Hygieniker
- Salvador Jorge Blanco (1926–2010), dominikanischer Politiker

### Fiktive Personen
- Jorge von Burgos, blinder Seher und Mönch aus dem Roman Der Name der Rose von Umberto Eco, siehe Der Name der Rose #Jorge von Burgos

### Schiffe
- Jorge (1918), Minenleger und -sucher der argentinischen Marine (Stapellauf 1918)
- Jorge Juan (JJ), Zerstörer der spanischen Marine (Stapellauf 1931)